# Fabian Schnaidt
Fabian Schnaidt, nacido el 27 de octubre de 1990, es un ciclista alemán miembro del equipo Team Vorarlberg.

## Palmarés
2012
- 1 etapa de la Tropicale Amissa Bongo
- 1 etapa del Oberösterreichrundfahrt
- 1 etapa de la Vuelta al Lago Qinghai

2014
- 1 etapa del Tour de Taiwán
- 1 etapa de la París-Arrás Tour
- 2 etapas del Tour de Irán